# Maria Antònia Salvà
Maria Antònia Salvà i Ripoll, née à Palma de Majorque le 4 novembre 1869 et morte à Llucmajor le 29 janvier 1958, est une poétesse majorquine de langue catalane.
Elle était la sœur d’Antoni Salvà i Ripoll.

## Œuvres
- Jocs de nins (1903)
- Poesies (1910)
- Espigues en flor (1926)
- La rosa dins la neu (1931) (églantine d'or aux Jeux Floraux de Barcelone)
- Mistral (1932)
- De cara al pervindre. Mireio
- El retorn (1934)
- Llepolies i joguines (1946)
- Cel d'horabaixa (1948)
- Lluneta del pagès (1952)
- Entre el record i l'enyorança (1955)